# Финал Кубка Украины по футболу 1995
Финал кубка Украины по футболу 1995 года — финальный матч четвёртого розыгрыша Кубка Украины по футболу, который состоялся 28 мая на Республиканском стадионе в Киеве. В матче встретились донецкий «Шахтёр» и днепропетровский «Днепр». Основное время матча закончилось со счётом 1:1. В серии пенальти победу одержала донецкая команда, заработав, таким образом, первый в своей истории Кубок Украины.

## Путь к финалу
Оба клуба начали выступления с 1/16 финала, как участники высшей лиги чемпионата Украины.
| Шахтёр           | Шахтёр         | Раунд       | Днепр         | Днепр          |
| ---------------- | -------------- | ----------- | ------------- | -------------- |
| Соперник         | Результат      |             | Соперник      | Результат      |
| «Система-Борекс» | 0-3 (в гостях) | 1/16 финала | «Динамо-2»    | 3-1 (в гостях) |
| «Система-Борекс» | 2-1 (дома)     | 1/16 финала | «Динамо-2»    | 4-1 (дома)     |
| «Ворскла»        | 0-1 (в гостях) | 1/8 финала  | «Металлург» З | 1-3 (в гостях) |
| «Ворскла»        | 8-0 (дома)     | 1/8 финала  | «Металлург» З | 1-0 (дома)     |
| «Нива» Т         | 1-1 (в гостях) | 1/4 финала  | «Темп»        | 0-2 (в гостях) |
| «Нива» Т         | 2-0 (дома)     | 1/4 финала  | «Темп»        | 1-0 (дома)     |
| «Черноморец»     | 1-0 (дома)     | Полуфинал   | «Таврия»      | 1-1 (в гостях) |
| «Черноморец»     | 2-1 (в гостях) | Полуфинал   | «Таврия»      | 1-0 (дома)     |

## Отчёт о матче
| «Шахтёр»                                                      | 1 – 1 (доп. вр.) | «Днепр»                                                             |
| ------------------------------------------------------------- | ---------------- | ------------------------------------------------------------------- |
| Петров 78′                                                    | протокол         | 23′ Захаров                                                         |
| Пенальти                                                      |                  |                                                                     |
| Петров · Матвеев · Кривенцов · Бабий · Орбу · Леонов · Коваль | 7:6              | Скрипник · Багмут · Дирявка · Полунин · Ковалец · Горилый · Финкель |

| «Шахтёр» · Донецк | «Днепр» · Днепропетровск |

| Шахтёр:          |    |                       |      |      |
|                  |    |                       |      |      |
| ВР               | 1  | Дмитрий Шутков        | 67'  |      |
| ПЗ               | 2  | Игорь Леонов          |      |      |
| ЗЩ               | 3  | Александр Коваль      |      |      |
| ЗЩ               | 4  | Сергей Ященко         |      |      |
| ЗЩ               | 5  | Сергей Попов          | 38'  |      |
| ПЗ               | 6  | Сергей Онопко         | 12'  |      |
| ЗЩ               | 7  | Геннадий Орбу         | 89'  |      |
| ЗЩ               | 8  | Александр Мартюк      | 90'  | 100' |
| ПЗ               | 9  | Сергей Ателькин       | 89'  |      |
| НП               | 10 | Валерий Кривенцов     |      |      |
| НП               | 11 | Олег Матвеев          |      |      |
| Замены:          |    |                       |      |      |
| ЗЩ               | 14 | Игорь Петров          | 38'  | 78′  |
| ПЗ               | 15 | Александр Воскобойник | 12'  |      |
| ПЗ               | 13 | Александр Бабий       | 100' |      |
| ПЗ               | 17 | Сергей Ковалёв        | 89'  |      |
| Тренер:          |    |                       |      |      |
| Владимир Сальков |    |                       |      |      |

| Днепр:       |    |                    |      |     |
|              |    |                    |      |     |
| ВР           | 1  | Николай Медин      | 120' |     |
| ЗЩ           | 2  | Дмитрий Топчиев    | 67'  | 88' |
| ПЗ           | 3  | Дмитрий Яковенко   |      |     |
| ПЗ           | 4  | Владимир Горилый   |      |     |
| ПЗ           | 5  | Владимир Багмут    |      |     |
| НП           | 6  | Андрей Полунин     |      |     |
| ЗЩ           | 7  | Александр Захаров  | 23′  | 25' |
| ЗЩ           | 8  | Виктор Скрипник    |      |     |
| ПЗ           | 9  | Олександр Паляница | 97'  |     |
| НП           | 10 | Сергей Ковалец     |      |     |
| ЗЩ           | 11 | Владимир Шаран     | 76'  |     |
| Замены:      |    |                    |      |     |
| ВР           | 12 | Святослав Сирота   | 120' |     |
| НП           | 13 | Сергей Дирявка     | 88'  |     |
| НП           | 14 | Андрей Юдин        | 25'  |     |
| НП           | 16 | Борис Финкель      | 97'  |     |
| НП           | 15 | Валентин Москвин   | 76'  |     |
| Тренер:      |    |                    |      |     |
| Бернд Штанге |    |                    |      |     |

| Судейская бригада - Ассистенты: - Сергей Шебек (Киев) - Игорь Горожанкин (Кировоград) - Четвёртый: Александр Тютюн (Фастов) - Инспектор ФФУ: Константин Вихров (Киев) | Регламент матча - 90 минут основного времени - 30 минут дополнительного времени, если по истечении основного времени счёт равный - Пенальти, если по истечении основного и дополнительного времени счёт равный - Семь игроков на замене. - Максимум 3 замены, две замены дополнительно, в случае дополнительного времени |

| Обладатель Кубка Украины 1994/95 |
| -------------------------------- |
| «Шахтёр» (Донецк) 1-й титул      |